# 86 Aquarii
86 Aquarii, som är stjärnans Flamsteed-beteckning, är en dubbelstjärna belägen i den sydöstra delen av stjärnbilden Vattumannen och har även Bayer-beteckningen c1 Aquarii. Den har en skenbar magnitud på 4,47 och är  synlig för blotta ögat där ljusföroreningar ej förekommer. Baserat på parallaxmätning inom Hipparcosuppdraget på ca 15,1 mas, beräknas den befinna sig på ett avstånd på ca 220 ljusår (ca 66 parsek) från solen. Den rör sig bort från solen med en heliocentrisk radialhastighet på ca 15 km/s.

## Egenskaper
Primärstjärnan 86 Aquarii A är en gul till vit jättestjärna av spektralklass G8 III, Den har en radie som är ca 10 gånger större än solens och utsänder från dess fotosfär ca 78 gånger mera energi än solen vid en effektiv temperatur av ca 4 900 K.
86 Aquarii är en dubbelstjärna där följeslagaren är en stjärna av magnitud 6,77 med en vinkelseparation på 0,25 bågsekunder från primärstjärnan. K